# نیژنزاویتینکا
نیژنزاویتینکا (به لاتین: Nizhnezavitinka) یک منطقهٔ مسکونی در روسیه است که در استان آمور واقع شده‌است.